# Benno Müller-Hill
Benno Müller-Hill (* 5. Februar 1933 in Freiburg im Breisgau; † 11. August 2018 in Köln) war ein deutscher Biochemiker und Professor für Genetik der Universität Köln. Zu seinen wissenschaftlichen Erfolgen zählen die Isolierung des Lac-Repressors und die Entdeckung des Amyloid-Precursor-Proteins (Amyloid-Vorläufer-Protein, APP) in den Jahren 1966 und 1987.
Müller-Hill thematisierte auch die Wissenschaftsgeschichte der biomedizinischen Forschung im Nationalsozialismus.

## Leben
Der Sohn der Schwedin Daisy Müller-Hill (geb. Hill) und des deutschen Staatsanwalts Werner Otto Müller-Hill (1885–1977) studierte Chemie in Freiburg und München. Drei Jahre forschte er gemeinsam mit Walter Gilbert im Labor von James Watson an der Harvard-Universität. 1966 gelang es ihm, gemeinsam mit Walter Gilbert, den Lac-Repressor zu isolieren. 1968 wurde er als Professor für Genetik an die Universität zu Köln berufen, wo er bis zu seiner Emeritierung lehrte. In dieser Zeit entdeckte seine Arbeitsgruppe auch das Amyloid-Precursor-Protein, dessen Spaltung eine wichtige Rolle bei der Entstehung der Alzheimer-Krankheit spielt. Benno Müller-Hill verband eine langjährige Freundschaft mit dem Genetiker und Immunologen Klaus Rajewsky. 1984 veröffentlichte er das Buch Tödliche Wissenschaft über die Geschichte der Humangenetik und die Verbrechen deutscher Wissenschaftler in der Zeit des Nationalsozialismus. Das Buch erschien in der Folge 1988 auf Englisch und wurde in den folgenden Jahren in sieben weitere Sprachen übersetzt. Müller-Hills Veröffentlichungsliste enthält neben 120 wissenschaftlichen Originalarbeiten und 24 Buchkapiteln zur Genetik auch rund 130 Arbeiten zur Wissenschaftsgeschichte und mehrere literarische Texte.
Müller-Hill starb am 11. August 2018 im Alter von 85 Jahren. Am 1. September 2018 fand eine Trauerfeier auf dem Kölner Zentralfriedhof Melaten statt; die Beisetzung der Urne erfolgte in Freiburg i. Br.

## Sonstiges
Müller-Hill gab die Zustimmung, das Kriegstagebuch seines Vaters zu veröffentlichen. Es erschien zuerst 2011 auf Französisch (Journal de guerre d’un juge militaire allemand – 1944-1945) und dann 2012 auf Deutsch (»Man hat es kommen sehen und ist doch erschüttert«. Das Kriegstagebuch eines deutschen Heeresrichters 1944/45).

## Mitgliedschaften
- 2005 Ehrenmitglied der deutschen Gesellschaft für Genetik[12]
- 1991 Honorary Fellow of the Hebrew University of Jerusalem
- 1990 Mitglied der „Human Genome Organisation (HUGO)“
- 1989 Mitglied der „Academia Europaea“ und „Med. du College de France“
- 1976 Mitglied der „European Molecular Biology Organisation (EMBO)“

## Auszeichnungen
- 2000 Dr. h. c. Technion, Haifa[12]
- 1986 Humboldt-Preis

## Veröffentlichungen (Auswahl)

### Zeitschriftenartikel
- Genetics of susceptibility to tuberculosis: Mengele’s experiments in Auschwitz. In: Nature Reviews Genetics. Band 2, Nr. 8, 2001, S. 631–634, doi:10.1038/35084588,  PMID 11483987.
- mit Ute Deichmann: The fraud of Abderhalden’s enzymes. In: Nature. Band 393, Nr. 6681, 1998, 14. Mai 1998, S. 109–111, doi:10.1038/30090.
- mit Annette Minn, Markus Schubert, Wolfram F. Neiss: Enhanced GFAP expression in astrocytes of transgenic mice expressing the human brain-specific trypsinogen IV. In: Glia. Band 22, Nr. 4, 22. April 1998, S. 338–347, doi:10.1002/(SICI)1098-1136(199804)22:4<338::AID-GLIA3>3.0.CO;2-%23.
- mit Peter Kolkhof: DNA recognition and the code. In: Nature. Band 369, Nr. 6482, 23. Juni 1994, 1994, S. 614, doi:10.1038/369614a0.
- The shadow of genetic injustice. In: Nature. Band 362, Nr. 6420, 8. April 1993, S. 491–492, doi:10.1038/362491a0.
- Funding of molecular biology. In: Nature. Band 351, Nr. 6321, 2. Mai 1991, S. 11–12, doi:10.1038/351011a0.
- mit Hans-Georg Lemaire, J. Michael Salbaum, Gerd Multhaup, Jie Kang, R. M. Bayney, Axel Unterbeck, Konrad Beyreuther: The PreA4695 precursor protein of Alzheimer’s disease A4 amyloid is encoded by 16 exons. In: Nucleic Acids Research. Band 17, Nr. 2, 25. Januar 1989, S. 517–522, doi:10.1093/nar/17.2.517.
- mit Konrad Beyreuther: Molecular biology of Alzheimer’s disease. In: Annual Review of Biochemistry. Band 58, 1989, S. 287–307, doi:10.1146/annurev.bi.58.070189.001443, PMID 2673012.
- mit T. Dyrks, A. Weidemann, Gerd Multhaup, J. Michael Salbaum, Hans-Georg Lemaire, Jie Kang, Colin L. Masters, Konrad Beyreuther: Identification, transmembrane orientation and biogenesis of the amyloid A4 precursor of Alzheimer’s disease. In: The EMBO Journal. Band 7, Nr. 4, 1. April 1988, S. 949–957, doi:10.1002/j.1460-2075.1988.tb02900.x.
- mit Jie Kang, Hans-Georg Lemaire, Axel Unterbeck, J. Michael Salbaum, Colin L. Masters, Karl-Heinz Grzeschik, Gerd Multhaup, Konrad Beyreuther: The precursor of Alzheimer’s disease amyloid A4 protein resembles a cell-surface receptor. In: Nature. Band 325, Nr. 6106, 19. Februar 1987, S. 733–736, doi:10.1038/325733a0, PMID 2881207.
- mit Michael Koenen, Artur Scherf, Odile Mercereau, Gordon Langsley, Lise Sibilli, Philippe Dubois, Luis Pereira da Silva: Human antisera detect a Plasmodium falciparum genomic clone encoding a nonapeptide repeat. In: Nature. Band 311, Nr. 5984, 27. September 1984, S. 382–385, doi:10.1038/311382a0.
- mit J. Kania: Lac repressor can be fused to β-galactosidase. In: Nature. Band 249, Nr. 5457, 7. Juni 1974, S. 561–563, doi:10.1038/249561a0.
- mit K. Adler, Konrad Beyreuther, E. Fanning, N. Geisler, B. Gronenborn, A. Klemm, M. Pfahl, A. Schmitz: How lac repressor binds to DNA. In: Nature. Band 237, Nr. 5354, 9. Juni 1972, S. 322–327, doi:10.1038/237322a0.
- Jeffrey H. Miller, Jon Beckwith: Direction of transcription of a regulatory gene in E. coli. In: Nature. Band 220, Nr. 5174, 28. Dezember 1968, S. 1287–1290, doi:10.1038/2201287a0.
- mit Walter Gilbert: The lac operator is DNA. In: Proceedings of the National Academy of Sciences of the United States of America. Band 58, Nr. 6, 1967, S. 2415–2421, JSTOR:58733.
- mit Walter Gilbert: Isolation of the lac repressor. In: Proceedings of the National Academy of Sciences of the United States of America. Band 56, Nr. 6, 1966, S. 1891–1898, PMID 16591435, PMC 220206 (freier Volltext).

### Bücher
- The lac operon. A short history of a genetic paradigm. de Gruyter, Berlin u. a. 1996, ISBN 3-11-014830-7.
- Tödliche Wissenschaft. Die Aussonderung von Juden, Zigeunern und Geisteskranken 1933–1945 (= Rororo. 5349). Rowohlt, Reinbek bei Hamburg 1984, ISBN 3-499-15349-1 (2. Auflage 1988; wieder Verlag Volk und Gesundheit, Berlin 1989, ISBN 3-333-00438-0); Inhaltsverzeichnis.
  - englische Ausgabe: Murderous science. Elimination by scientific selection of Jews, Gypsies, and others. Germany 1933–1945. Oxford University Press, Oxford 1988, ISBN 0-19-261555-6.
  - französisch: Science nazie, science de mort. La ségrégation des Juifs, des Tziganes et des malades mentaux de 1933 à 1945. Odile Jacob, Paris 1989, ISBN 2-7381-0063-5.
  - italienisch: Scienza di morte. L’eliminazione degli ebrei, degli zigani e dei malati di mente. 1933–1945. ETS, Pisa 1989, ISBN 88-7741-393-0.
- Die Philosophen und das Lebendige. Campus, Frankfurt am Main u. a. 1981, ISBN 3-593-32860-7.

### Ausgewählte Aufsätze und Artikel
- Selektion. Die Wissenschaft von der biologischen Auslese des Menschen durch Menschen. In: Norbert Frei (Hrsg.): Medizin und Gesundheitspolitik in der NS-Zeit (= Schriften der Vierteljahrshefte für Zeitgeschichte. Sondernummer). R. Oldenbourg, München 1991, ISBN 3-486-64534-X, S. 137–155.
- Das Blut von Auschwitz und das Schweigen der Gelehrten. In: Doris Kaufmann (Hrsg.): Geschichte der Kaiser-Wilhelm-Gesellschaft im Nationalsozialismus. Bestandsaufnahme und Perspektiven der Forschung (= Geschichte der Kaiser-Wilhelm-Gesellschaft im Nationalsozialismus. 1). Wallstein, Göttingen 2000, ISBN 3-89244-423-4, S. 189–227.
- Science, Truth and Other Values. In: The Quarterly Review of Biology. Band 68, Nr. 3, 1993, S. 399–407, JSTOR:2831193.
- Tödliche Wissenschaft. In: Die Zeit, vom 13. Juli 1984, Zeit Online, abgerufen am 20. August 2018.